# Pata Negra
Pata Negra (Zwarte Been) is een in Spanje beroemde flamencoband met een belangrijke invloed in de geschiedenis van de Spaanse moderne muziek. De band werd opgericht door de broers Raimundo (zanger, flamenco- en pop/rockgitarist, 1959 - Sevilla) en Rafael Amador (zanger, flamenco- en pop/rockgitarist, 1960 - Sevilla), nadat hun band Veneno ter ziele was gegaan. Hun stijl van afgeleide ritmen gebaseerd op flamencomuziek en blues, door hen blueslería genoemd, had grote impact op andere moderne flamencobands. Pata Negra nam tussen 1981 en 1995 zeven cd's op, re-releases, compilaties of live opnamen niet meegeteld. Bij de laatste twee cd's was Rafael het laatst overgebleven lid van 'de band'. In zowel Pata Negra (1981) als Rock gitano (1983) herkent men de grote verrijking van hun stijl, de fusie van flamenco en rock zoals de broers deze uitwerken.

## Discografie
- Pata Negra (1981)
- Rock Gitano I (1983)
- Guitarras callejeras (gitaren van de straat) (1985)
- Blues de la Frontera (1987), algemeen beschouwd als een van de beste Spaanse opnamen uitgebracht de jaren 80
- Inspiración y locura (1990)
- El directo (Live) (1994)
- Como una vara verde (Als een groene stok) (1994)

### Compilatie cd's
- Rock Gitano (Nuevas mezclas) nieuwe mixen
- Best of Pata Negra (1998)
- Pata Negra (2002)